# Eoophyla palleuca
Eoophyla palleuca là một loài bướm đêm trong họ Crambidae.